# Hammerdin
Hammerdin er en karakterklasse i spillet Diablo II: Lord of Destruction. Hammerdin er en af de meget kendte karakterklasser, som kun kan laves af paladiner. Hammerdin'en er meget populær. 
En Hammerdin er en Paladin, der koncentrerer sine level-ups omkring "blessed hammer", som man kan i level 18. Blessed hammer får hamre til at flyve rundt om spilleren. For at blive bedre kan man gå op i concentration, som også er en level 18-skill. I level 1 giver den 60% til ens damage og angriber tager 20% damage, når denne angriber.
Ifølge Diablofans.com er ejeren af den stærkeste Hammerdin en dansker. Karakterens navn ingame er "Johnny The Blues", dog findes der en mytisk historie om en "mester"-hammerdin ved navn Hemmingway, der skulle tilhøre den episke spiller den3musketer. Ingen ved dog om denne legende om superkrigeren taler sandt! 